# DearS
DearS (яп. ディアーズ Диадзу) — манга авторства группы мангак Peach-Pit и одноимённое аниме.

## Сюжет
Япония, XXI век. За год до начала действия на Земле терпит крушение инопланетный рабовладельческий корабль с представителями расы названной «Dears» — «Дорогие друзья». Отличительной особенностью данной расы является широкий ошейник на шее каждого пришельца. Экипаж корабля не может починить свой звездолет, не могут этого и земляне. Рассчитывать на то, что звездолет разыщет родная цивилизация также не приходится. В связи с этим Земля предоставляет пришельцам японское гражданство. Все Dears дружелюбны и по стандартам Земли крайне красивы. Благодаря этому они моментально завоевывают всенародную любовь. Любая семья или школа считают за честь принять у себя пришельца. Сами же Dears, относящиеся к себе лишь как к товару, готовятся к тому, чтобы со временем вновь развернуть торговлю экипажем своего корабля.
Такэя — японский школьник, живущий отдельно от семьи. Он не разделяет всеобщего помешательства на DearS. У него всегда были смутные подозрения, что всё может оказаться не так просто, что пришельцы могут быть вовсе не так уж дружелюбны и искренни, как кажутся. И вот именно ему приходится столкнуться с DearS тогда, когда он менее всего этого ожидает. Он случайно встречает девушку, являющуюся дефектным образцом Dears, случайно оказавшимся на свободе из-за аварии на звездолете. Девушка почему-то увязывается за Такэей и признает своим хозяином, после того как тот спасает её из под колес грузовика. Так как девушка абсолютно не понимает земного языка, Такэя оставляет её у себя дома и дает имя «Рэн». Хотя Рэн быстро осваивает японский язык, все остальные навыки у неё полностью отсутствуют. Кроме того, Такэю раздражает то, что Рэн относится к себе как к рабыне и ради хозяина полностью игнорирует личные интересы. Вскоре оказывается, что профессиональная гордость Dears не позволяет им демонстрировать подобные дефектные образцы и они хотели бы забрать Рэн обратно. Взамен Dears готовы бесплатно предоставить Такэе другую рабыню. Но так как Рэн не хочет возвращаться на звездолет, Такэя решает оставить её при себе.

## Персонажи
Такэя Икухара (яп. 幾原 武哉 Икухара Такэя) — Главный герой сериала. Брезгливый и импульсивный студент, чья жизнь значительно усложняется, когда он приводит в свой дом девушку, которая является одной из Dears. Однако со временем он начинает проявлять к ней искреннюю любовь и заботу. Такэя работает в магазине видеопроката. Он состоит в дружеских отношениях с Нэнэко Идзуми и Хикоро Ойкавой.
Сэйю: Кисё Танияма
Рэн (яп. レン) — Полное имя — Ren Ren Ren Nagusaran Rensia Rurunnren Nakora (レン•レン•レン•ナグサラン•レンシーア•ルロオンレン•ナコラ)
Дефектный образец с корабля Dears, случайно оказавшийся на свободе после аварии звездолета. После того как Рэн встретила Такэю, она признала его своим хозяином. Так как обычно рабы не выбирают своих хозяев, Рэн считается легендарным «даром». Лишённая должного образования, Рэн первоначально абсолютно беспомощна, но в то же время любопытна и дружелюбна. Она быстро обучается языку и некоторым правилам поведения. Будучи воспитана в основанной на неравенстве культуре, она на взгляд своего хозяина ведет себя излишне альтруистично по отношению к Такэе. Рэн удаётся подружиться почти со всеми персонажами. Она обладает сверхчеловеческими способностями, а также ненасытным аппетитом.
Сэйю: Ай Симидзу
Нэнэко Идзуми (яп. 和泉 寧々子 Идзуми Нэнэко) — Дочь владельца апартаментов, где проживают она и Такэя. Она выросла вместе с Такэей и давно дружит с ним, несмотря на его склонность к постоянным спорам.
Сэйю: Тива Сайто
Миу (яп. ミゥ Мю) — Полное имя — Sia Nostal Ren Naguregyug Thanast Useim Ruki Miu (シーアノスタルレンナグレグユグ•タナスト•ァウセーム•ルキ•ミゥ)
Умная и подчас высокомерная ученица. Миу случайно знакомится с главными героями во время своего представления школе. Несмотря на гордый и дерзкий нрав, она добра и чутка, особенно если дело касается её лично. Как и Рэн, Миу обладает сверхчеловеческими способностями и всеми уважаема.
Сэйю: Маи Накахара
Нацуки Икухара (яп. 幾原 菜月 Икухара Нацуки) — Младшая сестра Такэи, которая долгое время жила за границей. Поначалу она хорошо относится к Рэн, но узнав, что та позиционирует себя рабыней Такэи, начинает ненавидеть старшего брата. Первоначально недоброжелательна к Dears, но со временем меняет своё отношение к ним, став подругой Ки и Нии.
Сэйю: Рёко Синтани
Мицука Ёсиминэ (яп. 芳峰 蜜香 Ёсиминэ Мицука) — Учитель главного героя, умная и изобретательная. Любит выставлять себя напоказ ученикам. Она имеет обыкновение появляться именно тогда, когда того меньше всего хочет Такэя, и ошибочно принимает многие вещи за половые контакты. Однако порой она проявляет удивительное понимание отношений между другими, особенно между Рэн и Такэей. Она также работает порно-актрисой.
Сэйю: Кикуко Иноуэ
Ниа (яп. ニア) — Помощница Ксаки, похожая на кошку. Беззаботная, часто забывает о данных ей поручениях. Ей удаётся подружиться с Такэей и Нацуки.
Сэйю: Юкари Тамура

## Манга
Манга DearS была создана группой мангак Peach-Pit. Выпуск проходил в журнале Dengeki Comic Gao! издательства MediaWorks с марта 2002 года по 17 декабря 2005 года. Манга была объединена в 10 танкобонов, выпущенных в Японии. На английский и немецкий языки произведение было переведено компанией Tokyopop.

### Список томов
| №                                                                     | Японский язык    | Японский язык          | Издание на русском | Издание на русском     |
| №                                                                     | Дата публикации  | ISBN                   | Дата публикации    | ISBN                   |
| --------------------------------------------------------------------- | ---------------- | ---------------------- | ------------------ | ---------------------- |
| 1                                                                     | март 2002        | ISBN 978-4-8402-2086-6 | 11 января 2005     | ISBN 978-1-59532-308-8 |
| - Chapters 1–6                                                        |                  |                        |                    |                        |
| 2                                                                     | 27 сентября 2002 | ISBN 978-4-8402-2206-8 | 12 апреля 2005     | ISBN 978-1-59532-309-5 |
| - Chapters 7–12                                                       |                  |                        |                    |                        |
| 3                                                                     | март 2003        | ISBN 978-4-8402-2343-0 | 12 июля 2005       | ISBN 978-1-59532-310-1 |
| - Chapters 13–18                                                      |                  |                        |                    |                        |
| 4                                                                     | 27 сентября 2003 | ISBN 978-4-8402-2478-9 | 11 октября 2005    | ISBN 978-1-59532-311-8 |
| - Chapters 19–23 - Extra Contact - Spring Contact - Character Gallery |                  |                        |                    |                        |
| 5                                                                     | 27 марта 2004    | ISBN 978-4-8402-2651-6 | 10 января 2006     | ISBN 978-1-59532-797-0 |
| - Chapters 24–28 - Setting Data Collection                            |                  |                        |                    |                        |
| 6                                                                     | 27 августа 2004  | ISBN 978-4-8402-2797-1 | 11 апреля 2006     | ISBN 978-1-59532-798-7 |
| - Chapters 29–33                                                      |                  |                        |                    |                        |
| 7                                                                     | 26 марта 2005    | ISBN 978-4-8402-3011-7 | 3 июля 2006        | ISBN 978-1-59816-185-4 |
| - Chapters 34–39                                                      |                  |                        |                    |                        |
| 8                                                                     | 17 декабря 2005  | ISBN 978-4-8402-3289-0 | 7 ноября 2006      | ISBN 978-1-59816-861-7 |
| - Chapters 40–46 - Later Contact                                      |                  |                        |                    |                        |

## Список серий
| № серии | Заглавие                                                              | Трансляция |
| ------- | --------------------------------------------------------------------- | ---------- |
| 01      | I Want to Nibble Sweetly «Amagamitai no» (「甘噛みたいの」)           | 11.07.2004 |
| 02      | Was It Too Small? «Chisakatta kashira» (「小さかったかしら」)         | 18.07.2004 |
| 03      | Ball! Ball! «Tama! Tama!» (「たま！たま！」)                          | 25.07.2004 |
| 04      | Wipe Your Mouth «Kuchi wo fuke» (口をふけ)                            | 01.08.2004 |
| 05      | Partners? «Togi......?» (トギ……？)                                    | 08.08.2004 |
| 06      | I`m Frustrated «Yokkyuu fuman desu wa» (欲求不満ですわ)               | 15.08.2004 |
| 07      | Disgusting «Iyarashii……» (いやらしい……)                               | 22.08.2004 |
| 08      | M, My Ball... «MA... MAI BOORU» (マ、マイ・ボール……)                  | 29.08.2004 |
| 09      | It Hurt a Little «Chikuttoshita» (チクッとした……)                     | 05.09.2004 |
| 10      | We'll Have An Orgy-nii! «Ran kō suru desu ni!» (らんこーするですに！) | 12.09.2004 |
| 11      | You Want To... Experience It? «Keiken shite miru?» (経験……してみる？) | 19.09.2004 |
| 12      | Furthermore, It Was Hot «...... Shikamo atsukatta» (……しかも熱かった) | 26.09.2004 |

### Спецвыпуски
| № выпуска | Заглавие                                                                                                   | Трансляция |
| --------- | --- | ---------- |
| 1         | Is It A Golden Ball? «Kin no Tama desuno» (金の玉ですの)                                                   | 16.03.2005 |
| 2         | DearS Eve ~For the First Time?~ «DearS zenyasai ~Hajimete nan desu~» (「DearS前夜祭～はじめてなんです～」) | 29.10.2004 |